# Medvež'e-San'kovo

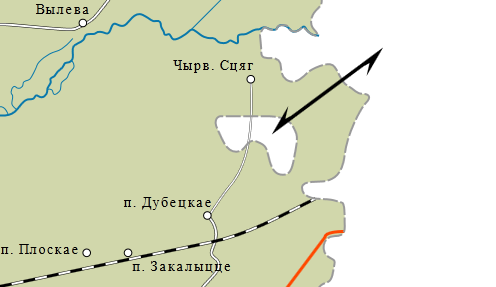
Exclave di Medvež'e-San'kovo.

Medvež'e-San'kovo (in russo Медвежье-Саньково?, in bielorusso Санькова-Мядзвежжа?) è una exclave russa in territorio bielorusso con una superficie di 4,5 km². Circondata da tutti i lati dal distretto di Dobruš, si trova a 5 km dal villaggio russo di Dobrodeevka e a 800 metri dal confine con la Russia.
Da un punto di vista amministrativo, Medvež'e-San'kovo fa parte dello Zlynkovskij rajon, nell'Oblast' di Brjansk. Il nome della exclave proviene dai villaggi di San'kovo e Medvež'e, che esistevano in epoca sovietica.

## Storia
Agli inizi del XX secolo alcuni abitanti del villaggio di Dobrodeevka emigrarono in Pennsylvania per lavorare come minatori. Una parte ritornò nel paese prima della prima guerra mondiale e si dedicò all'agricoltura, acquistando delle fattorie.
Nel 1926 una riforma amministrativa dell'URSS ha spostato il confine tra Repubblica Socialista Sovietica Bielorussa e Repubblica Socialista Federativa Sovietica Russa ad est, ma per la volontà degli agricoltori i due villaggi di San'kovo e Medvež'e continuarono a dipendere dall'Oblast' di Brjansk.
A causa dell'esplosione della centrale nucleare di Černobyl' nel 1986, la zona è stata abbandonata.